# Taifa Leo
Taifa Leo est un journal quotidien kenyan en langue swahili, créé en 1960 par le groupe de presse Nation Media Group. Le titre remplace Taifa (en français : « Nation »), un hebdomadaire en swahili créé en 1958 par un Européen, Charles Hayes. Dans les années 2010, Taifa Leo est le principal quotidien national en swahili.

## Historique
En 1958, l'Européen Charles Hayes crée Taifa, un hebdomadaire en swahili,. L'année suivante, Karim Aga Khan IV, chef spirituel des ismaéliens, rachète le titre et fonde Nation Media Group. En 1960, Taifa est renommé Taifa Leo et sa parution devient quotidienne, tandis qu'une version anglophone voit le jour : Daily Nation,.

## Diffusion
Selon les données de l'éditeur de 2008, la diffusion du journal était d'environ 44 000 exemplaires par numéro.
Seul quotidien en swahili diffusé nationalement au Kenya, Taifa Leo est également utilisé par le système éducatif pour l'enseignement du swahili aux élèves.